# 山本肇 (歯科学者)
山本 肇（やまもと はじめ、1925年9月28日 - 2022年2月16日）は、日本の歯学者。元東京医科歯科大学学長。東北大学名誉教授。日本レーザー歯学会初代理事長。日本学士院賞受賞。正四位勲二等旭日重光章。

## 人物・経歴
静岡県出身。1953年東京医科歯科大学歯学部卒業。1960年東京医科歯科大学医学博士。
荒谷真平、青木健、佐伯政友と東北大学歯学部創設にあたり、1966年東北大学病理学教授。1970年東北大学歯学部長。
1983年石川梧朗の後任として東京医科歯科大学歯学部口腔病理学教授着任。日本レーザー歯学会初代理事長、国際歯科レーザー学会初代会長を務め、1991年から1995年まで東京医科歯科大学学長。
1993年日本学士院賞受賞。2001年勲二等旭日重光章受章。2022年正四位。